# Xenotim
Xenotim, veraltet auch als Ytterspat bzw. Ytterspath bekannt, ist die allgemeine Bezeichnung für eine eher selten vorkommende Mischkristallreihe aus den Mineralen Xenotim-(Y) und Xenotim-(Yb) aus der Mineralklasse der „Phosphate, Arsenate und Vanadate“. Beide Endglieder dieser Mischreihe und damit auch deren Mischkristalle kristallisieren im tetragonalen Kristallsystem. Ihre chemische Zusammensetzung wird mit Y[PO4] bzw. Yb[PO4] angegeben, die allgemeine Formel der Mischreihe lautet entsprechend (Y,Yb)[PO4].
Xenotime bilden prismatische oder tafelige Kristalle, aber auch körnige Aggregate in den Farben grau, braun, gelb oder grün.

## Etymologie und Geschichte
Das Wort Xenotim leitet sich vom griechischen κενός kenós für „vergeblich“, „scheinbar“ und τιμή timé „Wert“, „Preis“ ab und bedeutet „scheinbarer Wert“. Der Name spielt darauf an, dass das im Mineral enthaltene Yttrium irrtümlich für ein neues Element gehalten wurde.
Erstmals gefunden wurde Xenotim 1832 in den Steinbrüchen auf der ca. 10 km südwestlich von Flekkefjord liegenden Insel Hidra (früherer Name Hitterø) in Norwegen. Xenotim-(Y) wurde erstmals beschrieben durch François Sulpice Beudant und Xenotim-(Yb) 1999 von Harvey M. Buck, Mark A. Cooper, Petr Černý, Joel D. Grice und Frank C. Hawthorne.

## Klassifikation
Bereits in der mittlerweile veralteten, aber noch gebräuchlichen 8. Auflage der Mineralsystematik nach Strunz gehörten Xenotim-(Y) und Xenotim-(Yb) zur Mineralklasse der „Phosphate, Arsenate und Vanadate“ und dort zur Abteilung der „Wasserfreien Phosphate ohne fremde Anionen“, wo sie zusammen mit Chernovit-(Y), Pretulit, Wakefieldit-(Ce) und Wakefieldit-(Y) die „Xenotim-Gruppe“ mit der System-Nr. VII/A.14 bildeten.
Die seit 2001 gültige und von der International Mineralogical Association (IMA) verwendete 9. Auflage der Strunz'schen Mineralsystematik ordnet Xenotim-(Y) und Xenotim-(Yb) ebenfalls in die Klasse der „Phosphate, Arsenate und Vanadate“ und dort in die Abteilung der „Phosphate usw. ohne zusätzliche Anionen; ohne H2O“ ein. Diese Abteilung ist allerdings weiter unterteilt nach der Größe der beteiligten Kationen, so dass die beiden Minerale entsprechend ihrer Zusammensetzung in der Unterabteilung „Mit ausschließlich großen Kationen“ zu finden ist, wo sie ebenfalls als Namensgeber die „Xenotimgruppe“ mit der System-Nr. 8.AD.35 und den weiteren Mitgliedern Chernovit-(Y), Klinobisvanit, Dreyerit, Pretulit, Wakefieldit-(Ce), Wakefieldit-(La) und Wakefieldit-(Y) bilden.
Auch die vorwiegend im englischen Sprachraum gebräuchliche Systematik der Minerale nach Dana ordnet Xenotim-(Y) und Xenotim-(Yb) in die Klasse der „Phosphate, Arsenate und Vanadate“ und dort in die Abteilung der „Wasserfreie Phosphate etc.“ ein. Hier sind sie als Namensgeber in der „Xenotim-Gruppe (Tetragonal: I41/amd)“ mit der System-Nr. 38.04.11. innerhalb der Unterabteilung der „Wasserfreien Phosphate etc., A+XO4“ zu finden.

## Kristallstruktur
Xenotim-(Y) kristallisiert tetragonal in der Raumgruppe I41/amd (Raumgruppen-Nr. 141) mit den Gitterparametern a = 6,89 Å und c = 6,04 Å sowie vier Formeleinheiten pro Elementarzelle.
Xenotim-(Yb) kristallisiert ebenfalls tetragonal in der Raumgruppe I41/amd (Raumgruppen-Nr. 141) mit den Gitterparametern a = 6,87 Å und c = 6,00 Å sowie vier Formeleinheiten pro Elementarzelle.

## Eigenschaften
Wie auch bei anderen Mineralien, die Seltenerdmetalle enthalten, kann je nach Lagerstätte ein Teil des Yttriums durch Uran oder Thorium substituiert sein. Hieraus resultiert eine leichte Radioaktivität. Die spezifische Aktivität wird beim Xenotim-(Yb) mit etwa 1,446 kBq/g angegeben (zum Vergleich: natürliches Kalium 31,2 Bq/g).

## Bildung und Fundorte

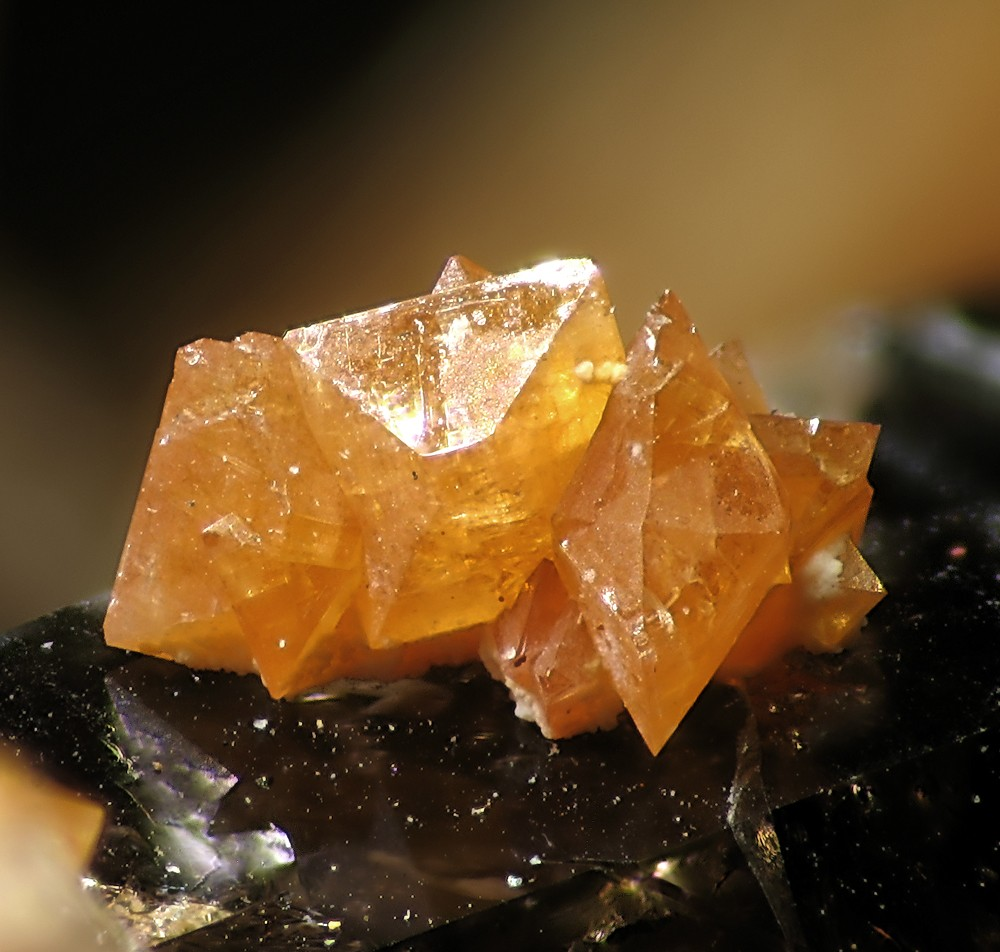
Xenotim-(Y) vom Mount Malosa, Bezirk Zomba, Malawi (Sichtfeld: 3 mm)

Die Xenotim-Minerale bilden sich entweder magmatisch in Graniten oder Pegmatiten oder hydrothermal in den Erzgängen der Gebirge. Nach Metamorphose in Gneisen und anschließender Sedimentation ist Xenotim auch in Seifenlagerstätten zu finden.
Fundorte liegen unter anderem in Brasilien, bei der Stadt Ishikawa in der Präfektur Fukushima auf Japan, auf Madagaskar, bei Kragerø und auf der Insel Hidra (früher Hitterø) in Norwegen, bei Ytterby in Schweden sowie in den USA.